# 東亞銀行

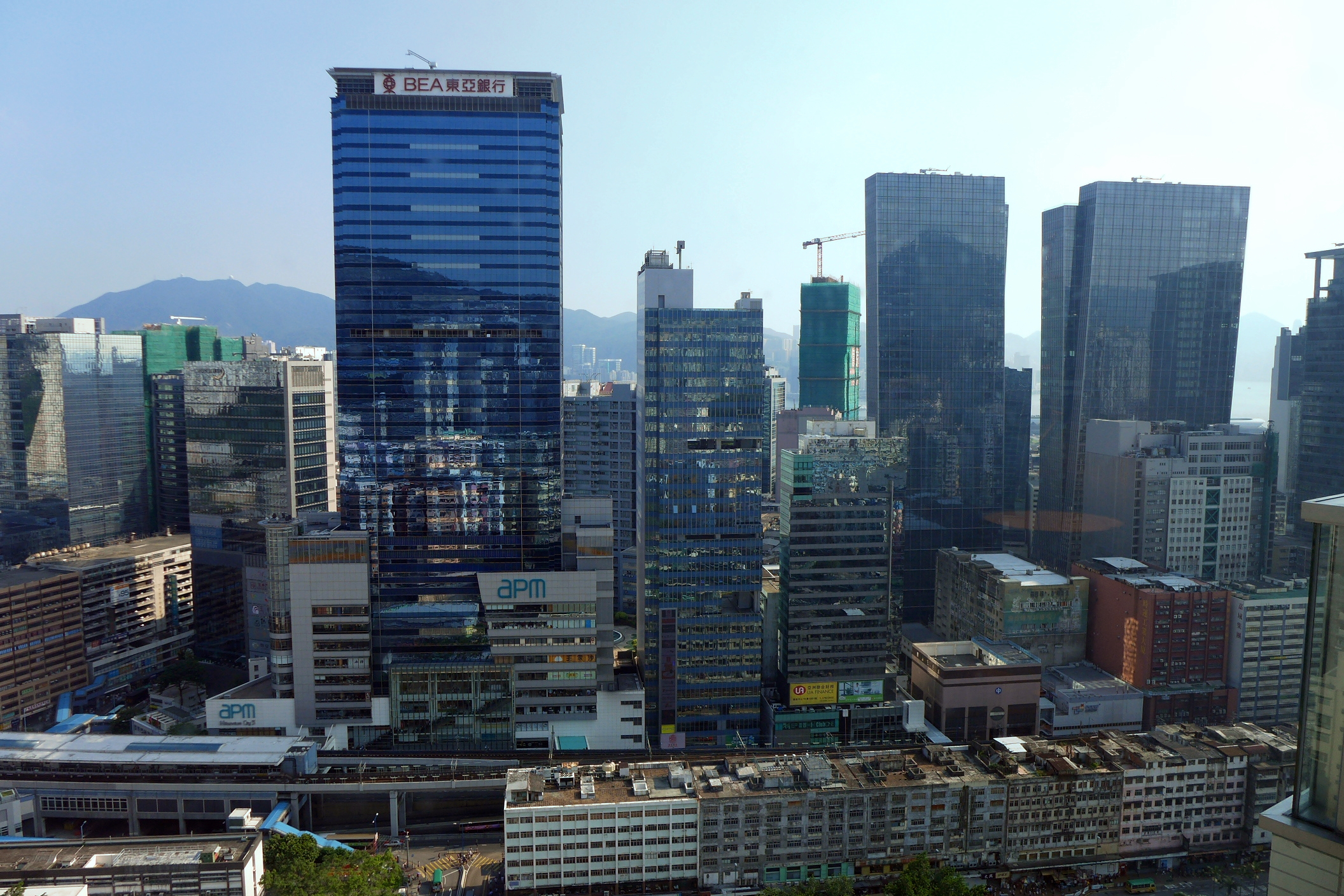
東亞銀行後勤總部東亞銀行中心位於觀塘商貿區

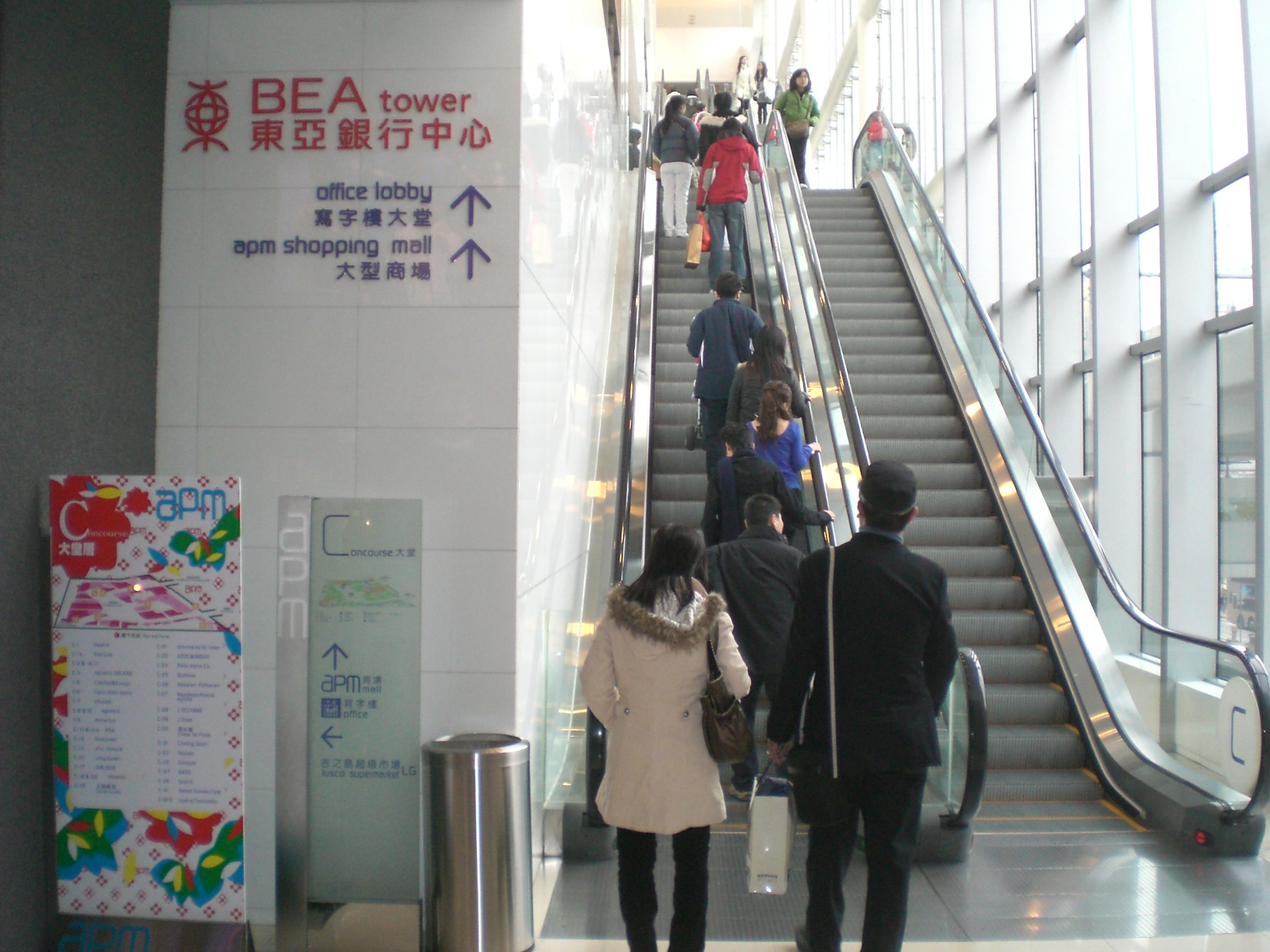
東亞銀行中心

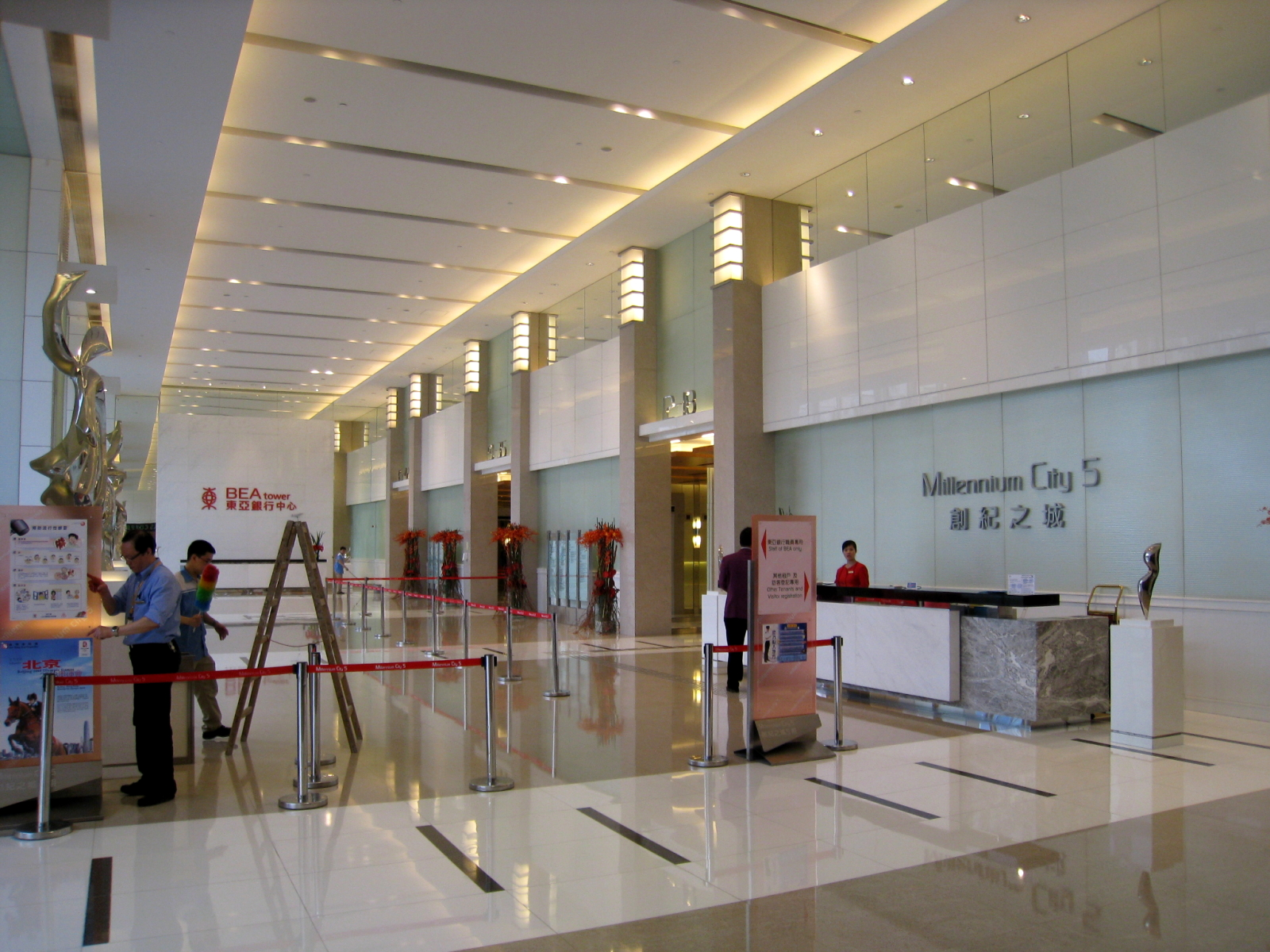
東亞銀行中心寫字樓大堂

東亞銀行有限公司（英語：The Bank of East Asia, Limited，簡稱BEA，港交所：0023、OTCBB：BKEAY
），是在香港交易所上市的金融公司，主要業務為提供銀行及相關金融服務，以及商務、企業及投資者服務。公司成立於1918年，在香港註冊，現任執行主席為李國寶，聯席行政總裁為李民橋及李民斌。
東亞銀行是香港最大型港資銀行，以及最大獨立華資銀行。於2019年12月31日的綜合資產總額達港幣8,652億元，存款總額5,735億港元，股東權益總額1,096億港元，純利為33.36億港元。

## 行政管理

### 歷任董事局主席
| 中文姓名 | 任期           | 備註                           | 來源  |
| 龐偉廷   | 1919年至1925年 | 和隆莊主理人                   | [ 2 ] |
| 周壽臣   | 1925年至1959年 | 創辦人之一                     | [ 2 ] |
| 簡東浦   | 1959年至1963年 | 創辦人之一，起初已任終身總經理 | [ 2 ] |
| 簡悅強   | 1964年至1984年 |                                | [ 2 ] |
| 李福和   | 1984年至1997年 |                                | [ 2 ] |
| 李國寶   | 1997年至今     |                                | [ 2 ] |

### 歷任行政總裁
| 中文姓名       | 任期                  | 備註                   | 來源  |
| 簡東浦         | 1919年至1963年        |                        | [ 2 ] |
| 馮秉芬         | 1964年至1969年        | 父親馮平山為創辦人之一 | [ 2 ] |
| 簡悅慶         | 1970年至1972年        | 簡悅強長兄             | [ 2 ] |
| 李福和         | 1972年至1986年        |                        | [ 2 ] |
| 簡悅隆         | 1977年至1981年        | 簡悅強胞弟             | [ 2 ] |
| 李國寶         | 1981年至2019年6月30日 |                        | [ 2 ] |
| 李民橋、李民斌 | 2019年7月1日至今      | 聯席行政總裁           | [ 3 ] |

## 歷史

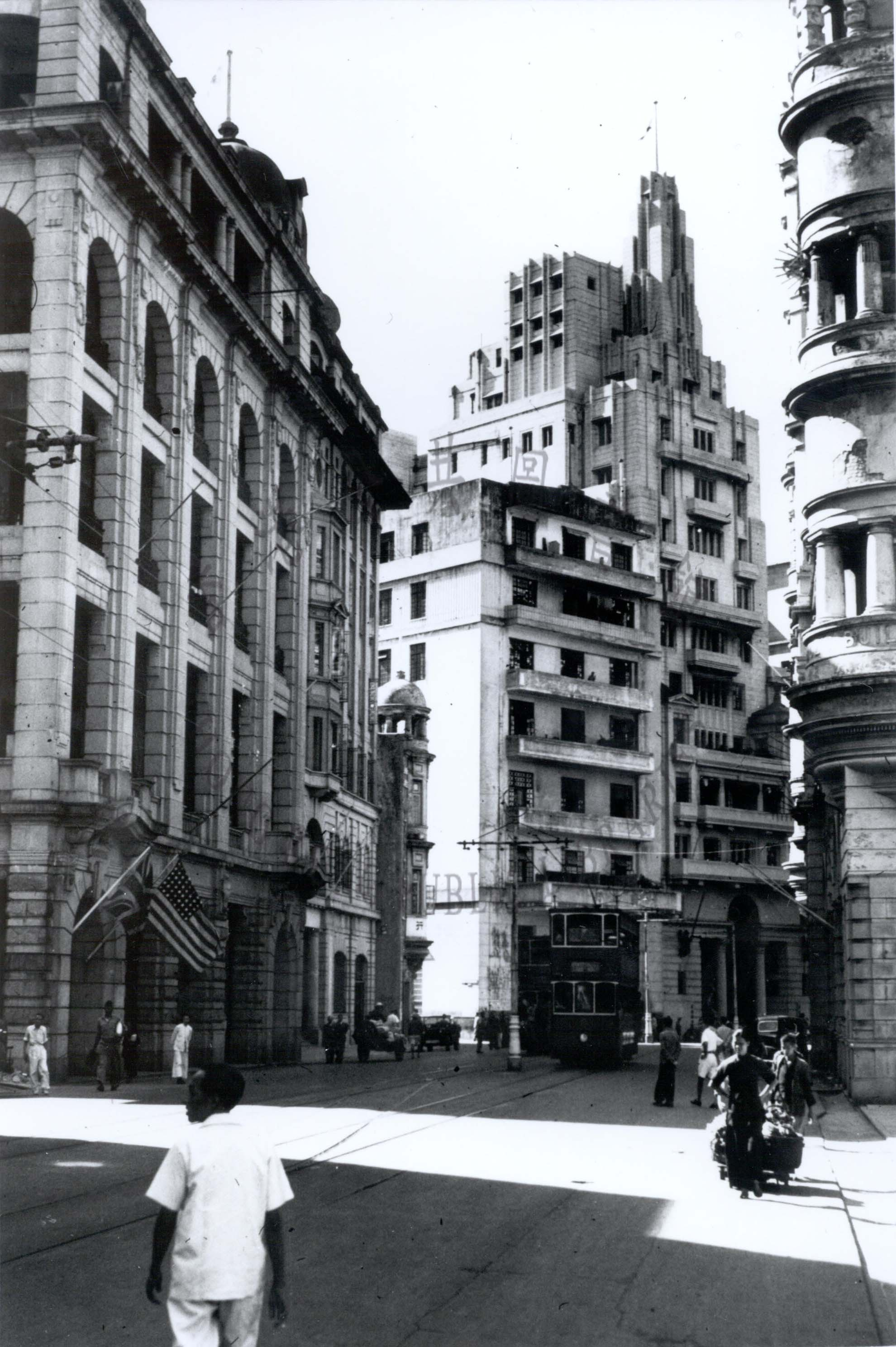
位於德輔道中10號的第二代東亞銀行總行大廈（尖頂建築物）

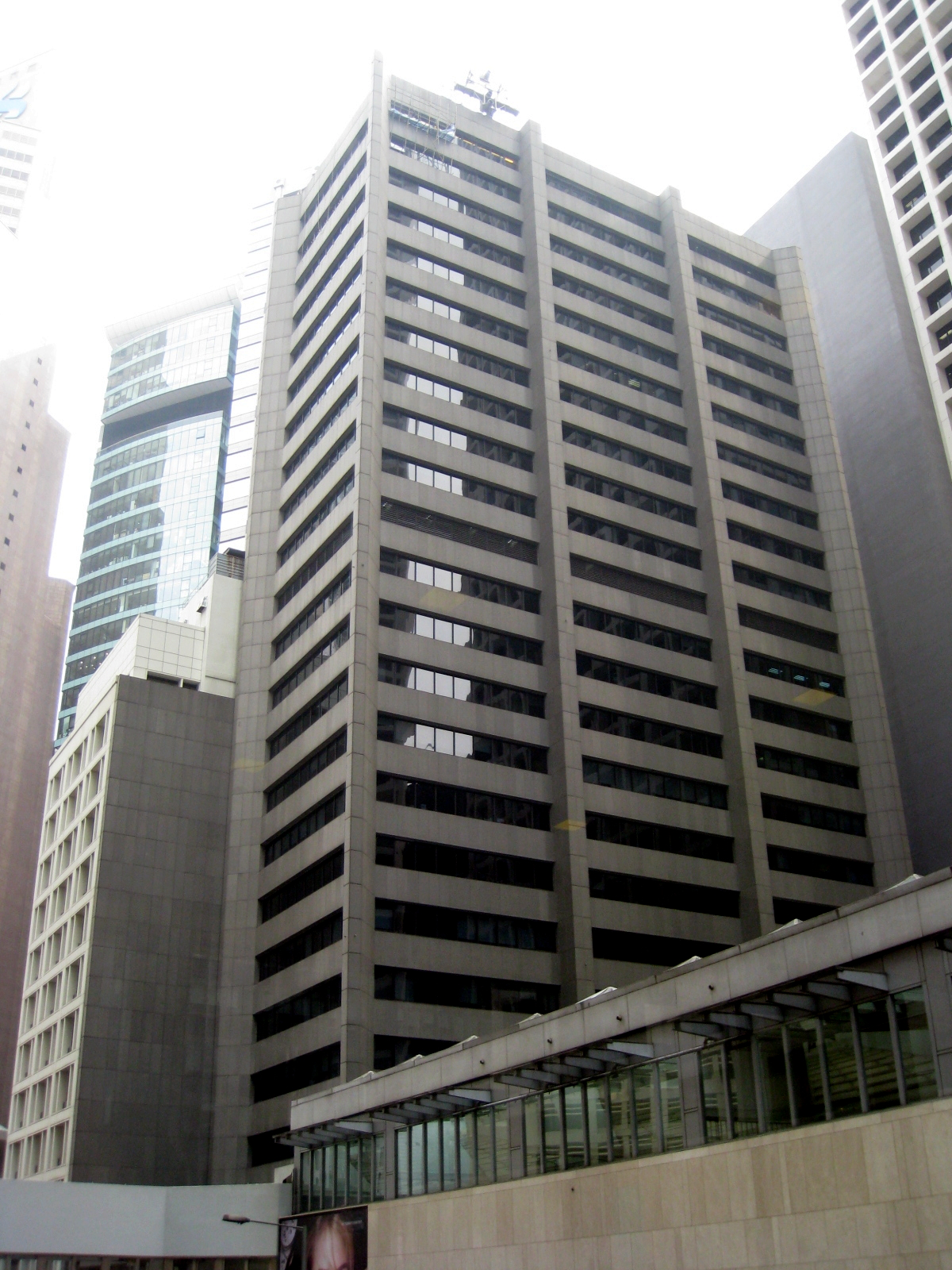
中環第三代東亞銀行總行大廈

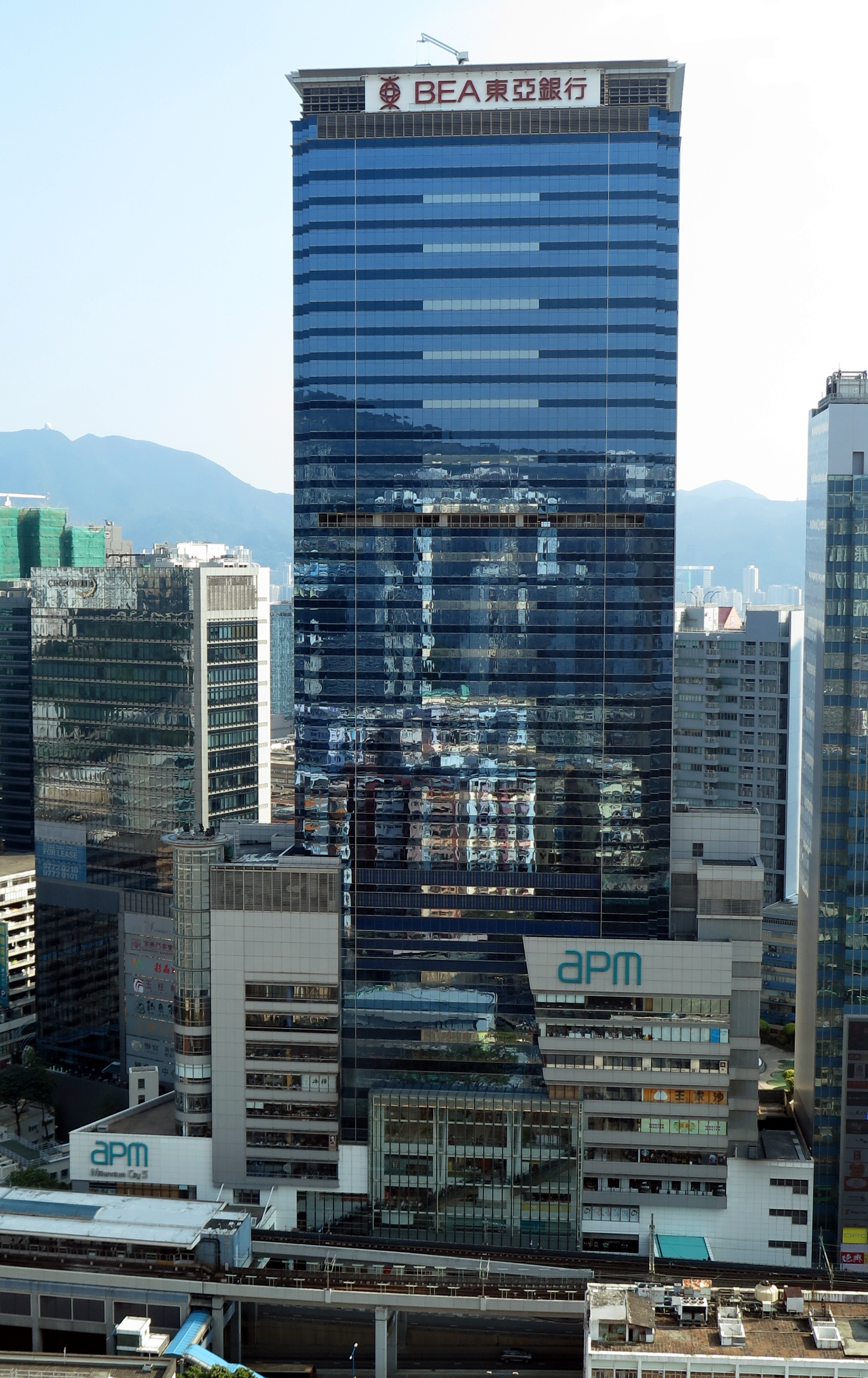
觀塘東亞銀行中心

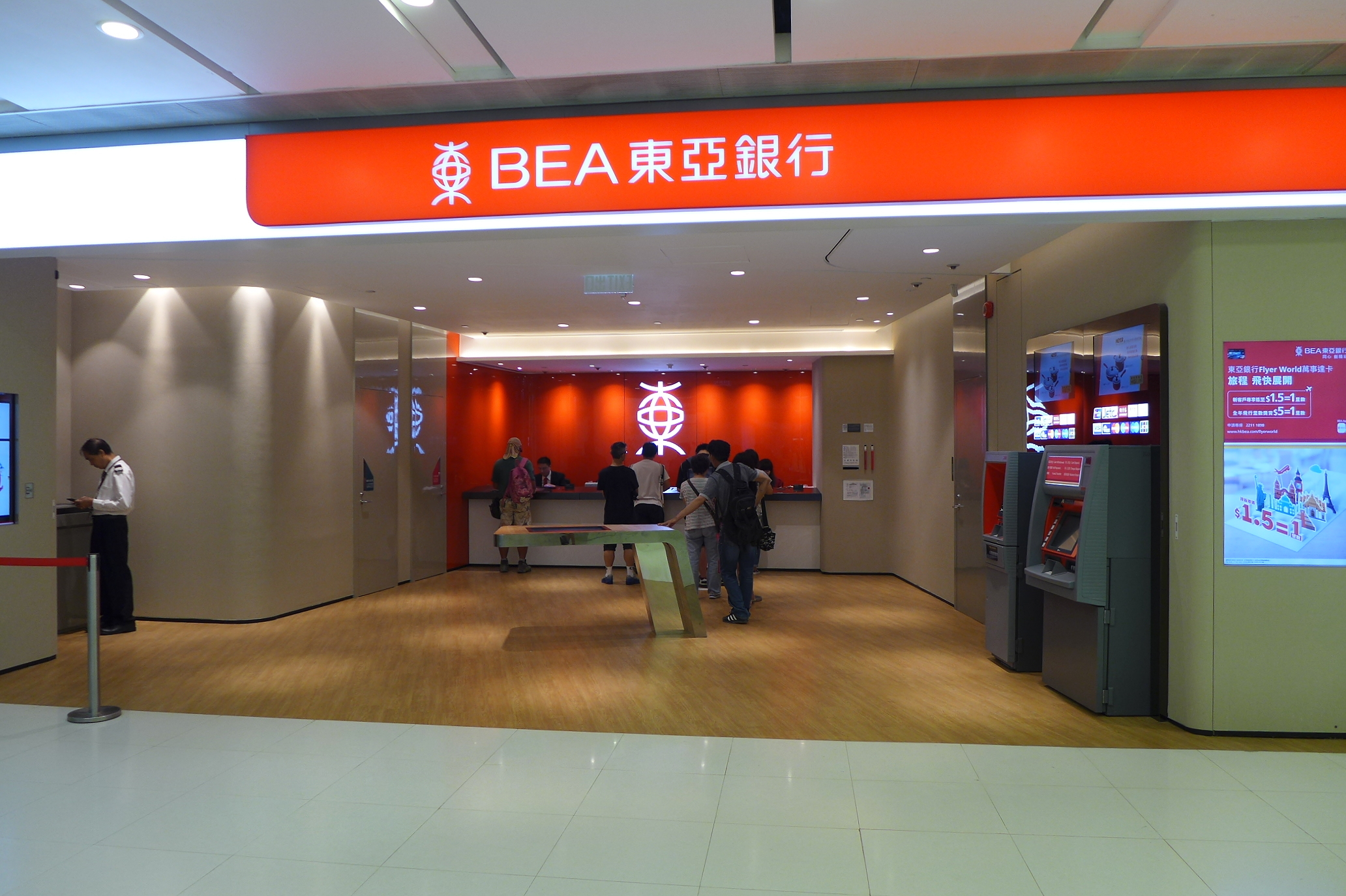
東亞銀行將軍澳中心分行

### 二戰前
1918年，簡東浦、李冠春（又名李作元）、李子方、周壽臣和馮平山等華商在香港註冊成立東亞銀行，一年後總行於香港皇后大道中2號落成。1920年，分別於上海及越南西貢開設分行，同年總行遷往香港德輔道中10號現址。1930年代，東亞銀行的股份開始在香港股票市場買賣。
東亞銀行憑藉廣泛的人脈網絡和市場的殷設需求，業務蒸蒸日上，開業十年間已分別於上海、西貢、廣州和九龍設立分行，而業務更是遍及中國大陸不少主要城市、日本、台灣、菲律賓、新加坡、馬來亞、印度、澳洲、英國、法國和美國等地，成為香港數一數二的華資銀行。
在簡東浦和李子方等帶領下，東亞銀行也曾經經歷過1924年香港經濟不景以至是1930年代大蕭條的困局，但最終都能夠維持下去。在1935年，香港曾經有華資銀行倒閉，觸發東亞銀行出現擠提情況，當時東亞把銀圓金條一箱一箱的運到總行大堂示眾，最終成功穩住人心。東亞銀行成立初年的總行設於中環皇后大道中2號，至1921年遷至同區德輔道中10號，後來隨著業務不斷發展，簡東浦與李子方等又於1933年主持德輔道中10號總行的重建工作。總行新廈復於1935年7月落成，樓高14層，一度成為全香港最高的摩天大廈，到同年10月才被完成重建的香港匯豐總行大廈超越。
在日佔時期，由於李子方等與日本人關係良好，東亞銀行獲日治政府批准復業，並被指定成為「社會福利彩票」的總代理辦事處。

### 二戰後
1975年，東亞銀行與美國銀行合作推出東美信用咭（East Asia Bankamericard），并於1979年與中國銀行廣東省分行合作相關業務，東美信用咭因此成爲首款可在中國大陸使用的信用咭。
東亞銀行分別在1995年及2000年成功收購中國聯合銀行及第一太平銀行，並先後在2001年及2002年併入。
2003年，東亞銀行耗資13億元，購入觀塘創紀之城5期其中15層共40多萬平方呎的寫字樓為東亞銀行後勤總部，並取得寫字樓部分的命名權。內設資訊科技部、人力資源部、訓練發展部、核數部、財務控制部和設施管理部等各部門，容納約2,000名員工。寫字樓大堂位於2樓，大樓設有1個368座位的演講廳，及可容納300人的演講前廳，用於東亞銀行員工培訓活動和客戶投資講座。
東亞銀行中心（創紀之城5期）於2004年落成（商場則於2005年落成），位於觀塘道418號，由寫字樓和apm組成。寫字樓面積超過74萬平方呎，而商場面積亦達60萬平方呎。寫字樓高層可以觀看到維多利亞港和鯉魚門的景色，而商場C層設有空調行人天橋連接觀塘港鐵站、港貿中心及裕民坊。商場詳情見apm。
2012年12月5日東亞銀行向日本三井住友銀行株式會社配發及發行股票1.1157億股新股﹐發行價為每股29.59港元﹐籌資33億港元（合4.26億美元）以充實資本金
交易完成後﹐三井住友銀行在該行的持股將從4.7%升至9.5%
2014年12月16日東亞銀行以60億港元向中旅金融控股、澳洲金融機構Pepper Australia及美資對冲基金York資本的合組財團收購安信信貸的按揭貸款資產。
2015年3月18日東亞銀行公布，向三井住友銀行配售2.22億新股份，配售價每股29.5576港元，佔現已發行股份9.53%，股權比重增加至17.5% 。配股集資總額約65.8億元，配售集資淨額 65億7450萬元, 將用於擴充一般營運資金, 以及未來擴充業務.
2016年7月18日，東亞銀行股東之一 Elliott 宣布，已根據香港《公司條例》（第622章）第724條，在香港針對東亞銀行以及該行的多數董事包括行政總裁兼主席李國寶，提出有關不公平損害的訴訟。該訴訟呈請指該銀行在公司治理方面有嚴重缺陷，令管理層犧牲小股東的利益鞏固其自身地位，在過去幾年裡，小股東的持股比例不合理地受到大幅稀釋。訴訟請求法庭裁定東亞銀行董事會就向三井住友銀行單方面發行新股（已於2015年3月完成發行）作出的若干決議，其目的不正當，且沒有妥善考慮若干重要事宜，及要求裁定東亞銀行采取措施，解除凱克薩銀行和三井住友銀行承擔的任何有利於東亞銀行的合同義務，其中包括限制凱克薩銀行和三井住友銀行自由增加或降低其在東亞銀行的持股。
東亞銀行隨即發表聲明強烈反對 Elliott 的呈請，並認為 Elliott 的呈請及行為與該行及其股東的利益背道而馳。東亞銀行指出，Elliott的目的明顯是試圖迫使該行賣盤。Elliott於2016年2月曾建議透過競價程序將東亞銀行出售，但被東亞銀行董事會一致反對。東亞銀行批評 Elliott 只是利用霸道的手法以期達到一己的短線利益，並指入稟狀大量依賴「推論」的方式提出論點，即使該行於去年已應 Elliott 的要求提供了所有相關的機密文件，Elliott仍未能提出具體證據，以證明向三井住友的配售乃基於不正當的目的。
2016年10月5日，東亞銀行和新創建集團以64.697億港元現金出售持有75.61%及24.39%權益的商務、企業及投資者服務供應商卓佳集團全部權益给私募股權投資基金Permira旗下Trivium。截至2015年12月31日止財政年度，卓佳的所呈報資產凈值為港幣19.926億元，除稅後溢利凈額為港幣2.928億元。

2020年10月30日，東亞銀行新加坡分行與三井住友銀行訂立轉讓證書。根據轉讓證書，東亞新加坡同意以3,000萬美元，向三井住友銀行購入貸款中的承貸額、權利及義務。
2022年3月，東亞銀行以2.78億美元（約21.68億港元）向友邦保險出售藍十字保險100%股權及醫療保健公司寶康醫療（Blue care） 80%股權，並與友邦保險達成一般保險產品的15年分銷協議。

## 事件

### 涉嫌做假賬事件（2008年）
2008年9月18日，東亞銀行披露，該行一名交易員涉嫌在未經授權之下，操控股本衍生工具交易的價值並隱瞞衍生工具投資的虧損，該行懷疑此事件可能涉及欺詐成分，向香港警務處商業罪案調查科備案及通知香港金融管理局，並委聘畢馬威會計師事務所就內部監控體系及程序進行特別審閱及提供建議。受此事影響，東亞銀行須重列上半年的帳目，上半年的股本衍生工具交易由本來錄得3,800萬港元溢利改列為9,300萬港元虧損，而該行上半年稅前及稅後溢利在重列後也分別減少1.31億和1.09億港元。該行表示，重列業績對其資產負債表或資本並無重大影響，並維持超過監管規則所訂立的標準。

### 擠提事件（2008年）

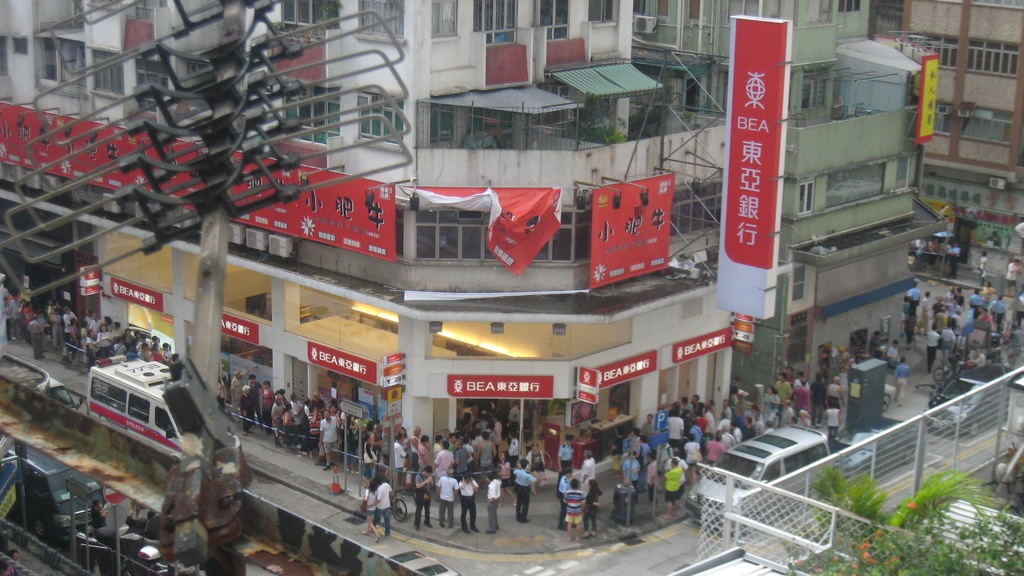
2008年9月24日，其中一家東亞銀行分行出現擠提

雖然東亞銀行在揭發做假帳事件後已採取措施解決，但仍有人擔心東亞的財政狀況，甚至製造謠言。2008年9月24日中午開始，東亞銀行在香港的多間分行出現擠提，該行下午發表聲明，指事件乃惡意謠傳中傷，並強調該行財政狀況穩健，財政司司長辦公室與金管局也強調香港銀行體系安全穩健，資本充裕，流動資金充足，資產質素良好。根據東亞銀行的聲明，截至2008年6月30日止，該行綜合資產總額為3,966億港元，資本充足比率達14.6%，遠超於國際規定水平，而該行對出現財困的雷曼兄弟及美國國際集團之貸款餘額僅為分別4億2,280萬港元及4,990萬港元。

### 東亞銀行裁員（2016年）

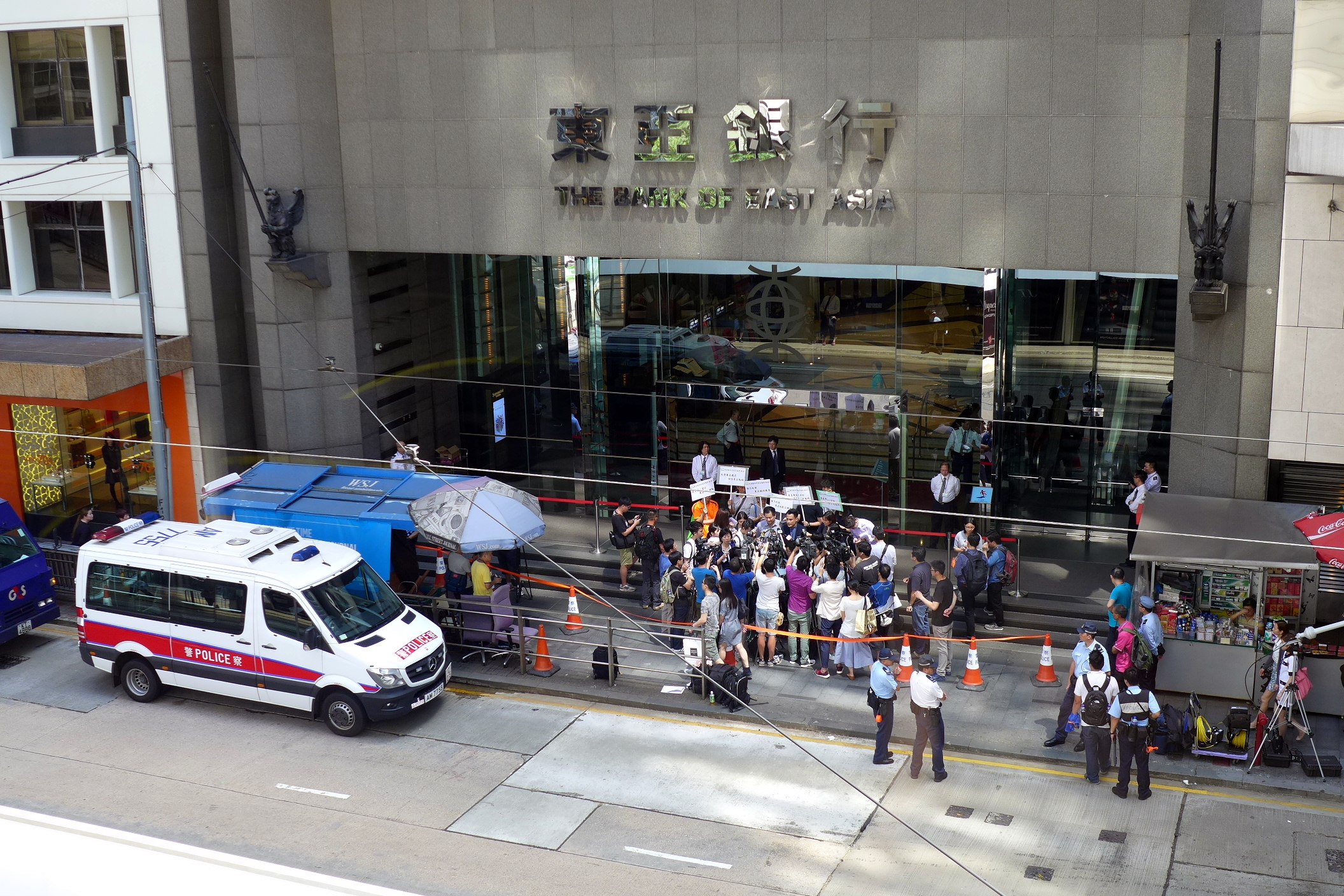
2016年6月2日，東亞銀行宣佈大規模裁減人手後，香港銀行業僱員協會前往銀行總部請願抗議

2016年6月2日，東亞銀行經詳細審視香港業務及營運流程後，宣布裁減180名員工，佔本港總體員工3.8%。另外，東亞證券將關閉全部22個在香港的零售網點。

### 裝修期間不當棄置支票存款箱（2017年）
2017年10月3日，東亞銀行表示青山道分行於9月30日進行裝修工程期間，由於程序失誤，客戶支票存款箱被不當棄置，導致箱內支票全部遺失，估計10多人受影響。東亞銀行為事件向受影響人士致歉。

### 被剔出恒指成份股（2018年）
東亞銀行被納入恒生指數成分股逾34年, 直到2018年被剔出恒指成份股。

### 100周年慶祝活動（2018年）
2018年是東亞銀行創行100週年，東亞銀行舉行一連串慶祝活動。在2018年10月25日至11月1日，東亞銀行在中環國際金融中心商場舉辦 百年成就 成就百年巡迴展覽。此外，銀行建立百週年特別紀念網站，介紹一切關於一百週年的慶祝活動。

### 被剔出本地系統重要性認可機構名單（2021年）
2021年12月，香港金融管理局完成對具本地系統重要性認可機構（D-SIB）名單的年度評估，而考慮到東亞銀行相對其他機構的系統重要性，東亞銀行被剔出本地系統重要性認可機構名單，名單認可機構總數由6間減少至5間。

### 銀行客戶經理非法收受利益助客戶使用偽造文件開戶口（2022年）
金鐘分行高級客戶經理黎赐慧被揭發在2019-21年期間非法收受兩名中介人利益以協助非香港居民使用偽造文件開立戶口，其後離職。2022年1月三人被香港廉政公署拘捕。被控以受賄、行賄及使用虛假文書罪，判囚18個月。

## 主要股東
- 日本三井住友金融集團 持股19.79%
- 西班牙凯克萨基金会 持股18.91%
- 國浩集團16.53%
- 李國寶 夫婦連同其控制的公司持有約5.48%股權

剩余股份于港交所公开上市交易。

## 中國大陸分公司

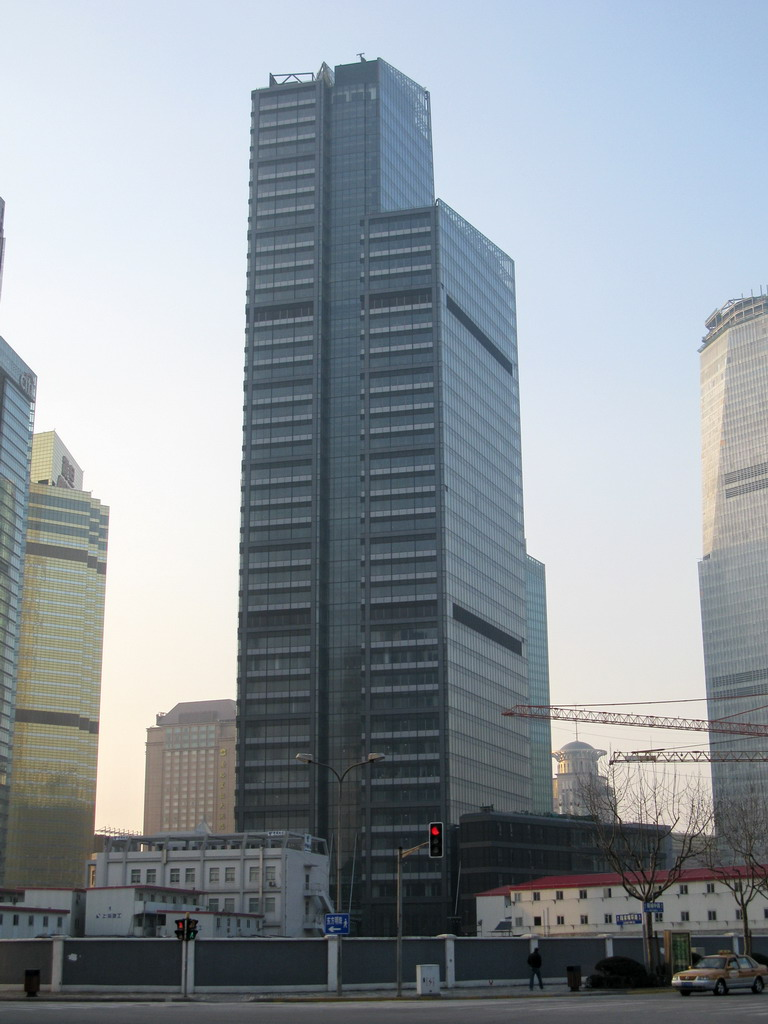
東亞銀行於2008年購入上海陆家嘴的物業作為中國大陸地區總部，並命名為东亚银行金融大厦

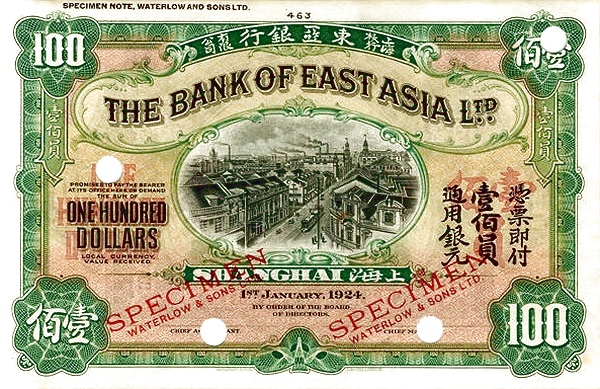
1924年東亞銀行上海分行發行之鈔票

東亞銀行自1920年起已在上海設立該行的首間分行，自此在中國內地的業務從未間斷。
從2006年12月11日起，中國大陸向外資銀行開放對中國境內公民的人民幣業務，並取消開展業務的地域限制以及其他非審慎性限制。東亞銀行隨即向中國銀監會提交在中國內地註冊及人民幣業務牌照的申請，並於2007年4月2日成立東亞银行（中国）有限公司，總行位於上海浦东。在上海、深圳、厦门、广州、珠海、汕頭、大连、西安、北京、成都、杭州、重庆、青岛、沈阳、武汉、南京、天津、乌鲁木齐、合肥、哈尔滨等共44個城市設有逾110個網點，為內地網絡最龐大的外資銀行之一。
2008年12月23日，首发外资行信用卡。

## 東亞銀行澳門分行
東亞銀行澳門分行於2001年成立，是澳門特區成立後首家外資銀行，由於經營不善，現於澳門設有1家分行。

## 香港附屬公司
東亞銀行集團還透過附屬公司進一步完善個人和商業服務，包括：
- 東盛(經紀)集團：東盛控股主要業務是在香港地區發展股票經紀與股票融資、貴金屬經紀與交易以及期貨與期權業務，該公司已於2016年併入永豐金證券香港子公司[31]。
- 藍十字（亞太）保險有限公司（已於2022年3月出售予友邦保險）[20]
- 寶康醫療（Blue care） 80%（已於2022年3月出售予友邦保險）
- 日本Ascendant Business Solutions K.K.
- 東亞證券有限公司
- 東亞期貨有限公司
- 東亞銀行（信託）有限公司
- 東亞聯豐投資管理有限公司51%
- 東亞設施管理有限公司(已解散)
- 東亞人壽保險有限公司 ， 2021年3月，東亞銀行向友邦保險出售東亞人壽，作價50.7億港元。
- 銀通19.96%
- 東亞物業代理有限公司

東亞數據信息（廣東）有限公司
- 工商東亞
- 馬來西亞艾芬控股有限公司（AFFIN. Holdings Berhad）23.52%
- 国通信托有限责任公司19.99%
- 中國工商銀行（加拿大）有限公司20%
- 中國工商銀行（美國）20%
- PT. Bank Resona Perdania  30%（已出售）
- 華晨東亞汽車金融有限公司22.5%
- 東亞前海證券49%

## 其他地區業務

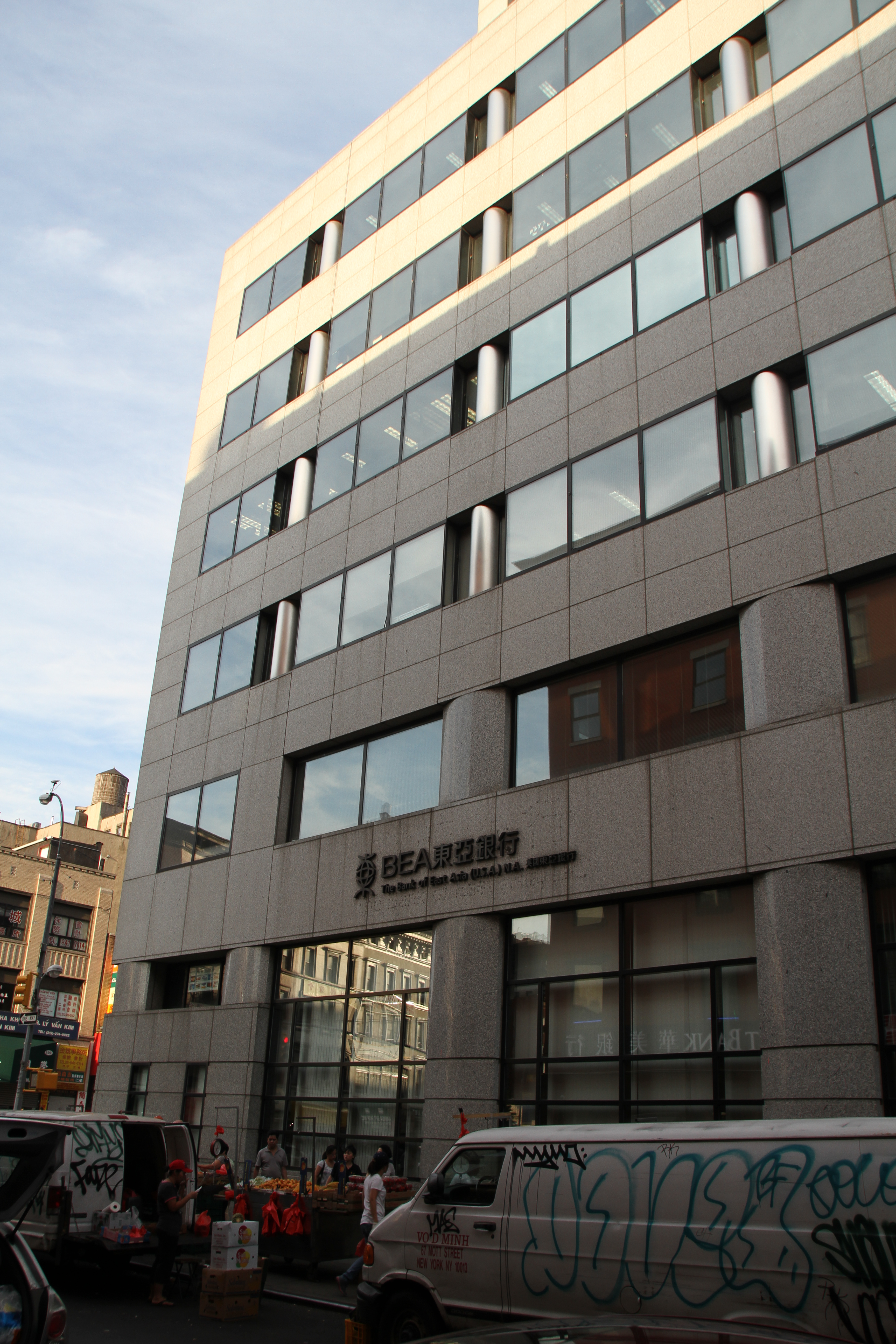
美國東亞銀行紐約唐人街分行（現工銀美國）

東亞銀行在臺灣臺北設有分支機構，然旗下位在臺北的東亞證券已於2016年出售給永豐金控旗下的永豐金證券，并在東南亞的馬來西亞（吉隆坡、納閩）、新加坡以及歐美包括英國、美國都設有分行或代表處，且新加坡分行所在大楼被命名为东亚银行大厦，另設有附屬銀行，包括東亞銀行（英屬處女群島）有限公司，以及美國東亞銀行（現已出售給中國工商銀行，改名工銀美國）。

## 董事名單
- 執行主席：李國寶爵士
- 聯席行政總裁：李民橋、李民斌
- 非執行董事：范禮賢、李國星、李國章、李家傑、李澤楷、李福全、李國仕
- 獨立非執行董事：黃子欣、黃頌顯、羅友禮、邱繼炳、張建標、駱錦明、郭孔演、杜愷惠

### 高層管理人員
- 副行政總裁兼投資總監: 李繼昌
- 副行政總裁兼營運總監: 唐漢城

## 相關
- 東亞銀行港灣中心
- 东亚银行金融大厦
- 沪港银行历史展览馆 （原東亞銀行上海分行所在，現在為東亞銀行（中國）管理的博物館）
- 德輔道中33號[33]

## 外部連結
- 東亞銀行公司簡介 （页面存档备份，存于）
- 東亞銀行 （页面存档备份，存于）
- 東亞銀行（中国）有限公司 （页面存档备份，存于）
- 東亞銀行台灣分行 （页面存档备份，存于）
- 東亞銀行澳門分行 （页面存档备份，存于）